# Saint-Julien-du-Serre
Pour les articles homonymes, voir Saint-Julien.
Saint-Julien-du-Serre est une commune française, située dans le département de l'Ardèche en région Auvergne-Rhône-Alpes.
Ses habitants sont appelés les Saintjulserrois ou Saint-Julserrois.

## Géographie

### Situation et description
Saint-Julien-du-Serre est une petite commune à l'aspect essentiellement rural de la partie méridionale de l'Ardèche. Elle est rattachée à la communauté de communes du Bassin d'Aubenas.

### Climat
Pour des articles plus généraux, voir Climat d'Auvergne-Rhône-Alpes et Climat de l'Ardèche.
En 2010, le climat de la commune est de type climat méditerranéen altéré, selon une étude du CNRS s'appuyant sur une série de données couvrant la période 1971-2000. En 2020, Météo-France publie une typologie des climats de la France métropolitaine dans laquelle la commune est exposée à un climat de montagne ou de marges de montagne et est dans la région climatique Provence, Languedoc-Roussillon, caractérisée par une pluviométrie faible en été, un très bon ensoleillement (2 600 h/an), un été chaud (21,5 °C), un air très sec en été, sec en toutes saisons, des vents forts (fréquence de 40 à 50 % de vents > 5 m/s) et peu de brouillards.
Pour la période 1971-2000, la température annuelle moyenne est de 12,2 °C, avec une amplitude thermique annuelle de 17,3 °C. Le cumul annuel moyen de précipitations est de 1 152 mm, avec 7,4 jours de précipitations en janvier et 4,7 jours en juillet. Pour la période 1991-2020, la température moyenne annuelle observée sur la station météorologique de Météo-France la plus proche, « Aubenas Sa », sur la commune d'Aubenas à 4 km à vol d'oiseau, est de 13,8 °C et le cumul annuel moyen de précipitations est de 1 061,4 mm,. Pour l'avenir, les paramètres climatiques de la commune estimés pour 2050 selon différents scénarios d'émission de gaz à effet de serre sont consultables sur un site dédié publié par Météo-France en novembre 2022.

### Hydrologie
Le territoire communal est bordé par les cours d'eau de la Boulogne et du Luol (la confluence entre ces deux rivières se situe sur son territoire).

### Voies de communication
Le territoire communale est traversé par la route départementale 218 (RD218) et la route départementale 256 (RD256).

## Urbanisme

### Typologie
Au 1er janvier 2024, Saint-Julien-du-Serre est catégorisée commune rurale à habitat dispersé, selon la nouvelle grille communale de densité à 7 niveaux définie par l'Insee en 2022.
Elle appartient à l'unité urbaine d'Aubenas, une agglomération intra-départementale dont elle est une commune de la banlieue,. Par ailleurs la commune fait partie de l'aire d'attraction d'Aubenas, dont elle est une commune de la couronne,. Cette aire, qui regroupe 68 communes, est catégorisée dans les aires de 50 000 à moins de 200 000 habitants,.

### Occupation des sols
L'occupation des sols de la commune, telle qu'elle ressort de la base de données européenne d’occupation biophysique des sols Corine Land Cover (CLC), est marquée par l'importance des forêts et milieux semi-naturels (69,9 % en 2018), une proportion identique à celle de 1990 (69,9 %). La répartition détaillée en 2018 est la suivante : 
forêts (58 %), zones agricoles hétérogènes (13,8 %), milieux à végétation arbustive et/ou herbacée (11,9 %), prairies (10,5 %), zones urbanisées (5,8 %).
L'évolution de l’occupation des sols de la commune et de ses infrastructures peut être observée sur les différentes représentations cartographiques du territoire : la carte de Cassini (XVIIIe siècle), la carte d'état-major (1820-1866) et les cartes ou photos aériennes de l'IGN pour la période actuelle (1950 à aujourd'hui).

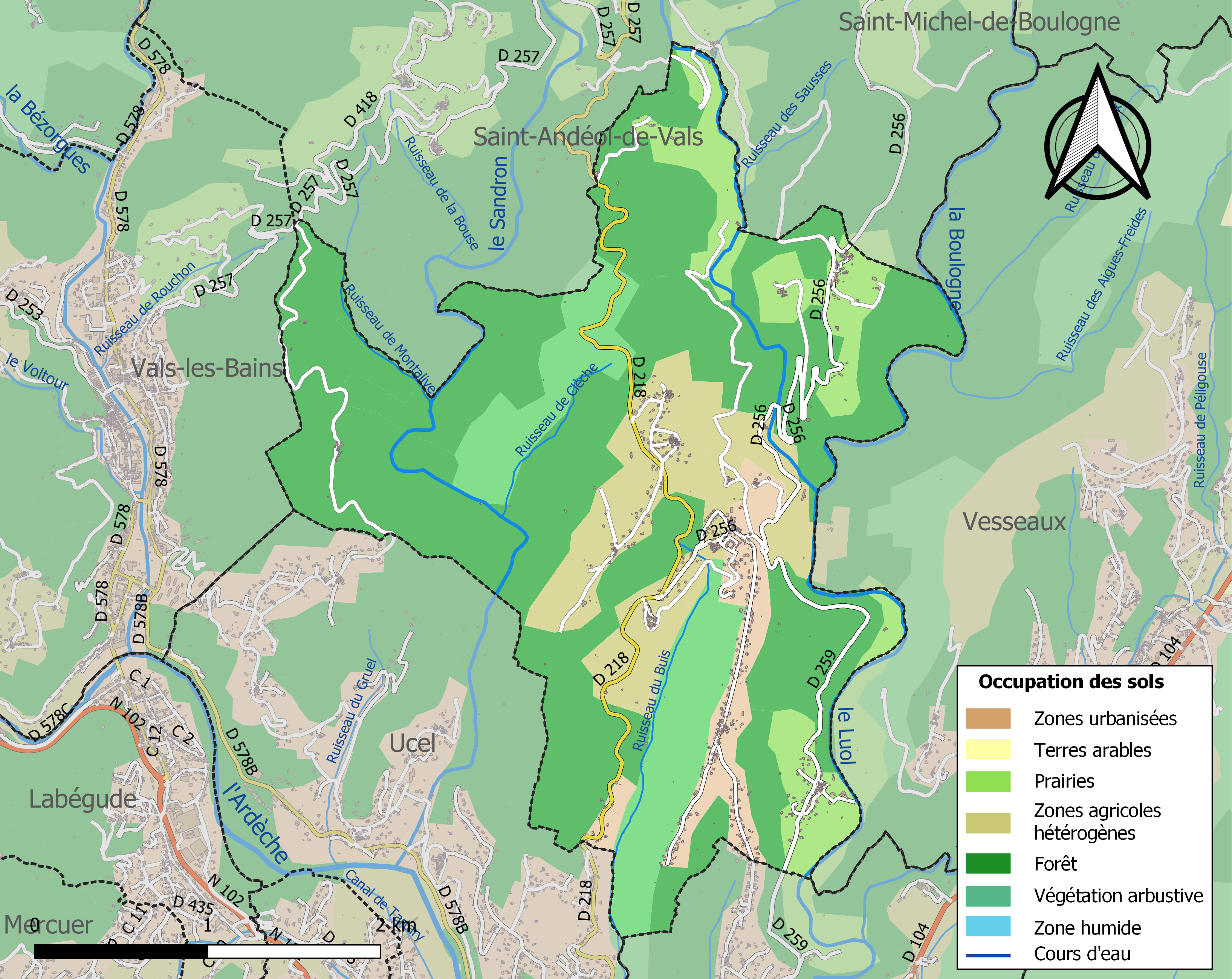
Carte des infrastructures et de l'occupation des sols de la commune en 2018 (CLC).

## Histoire
Pour un article plus général, voir Histoire de l'Ardèche.
Saint-Julien apparait pour la première fois dans l'Histoire dans le cartulaire de l'abbaye Saint-Chaffre sous la dénomination : Sancti Juliani de Serro.

## Politique et administration

### Liste des maires
| Période                                  | Période                   | Identité        | Étiquette    | Qualité |
| ---------------------------------------- | ------------------------- | --------------- | ------------ | ------- |
| Les données manquantes sont à compléter. |                           |                 |              |         |
| mars 1983                                | mars 2001                 | Denis Farjon    | DVD puis RPR |         |
| mars 2001                                | 2014                      | Émile Chal      |              |         |
| 2014                                     | 2020                      | Alain Lacoste,  | DVG          | Cadre   |
| 2020                                     | En cours (au 6 août 2020) | Jean-Luc Arnaud | DVD          |         |

La commune fait aujourd'hui partie de la communauté de communes du Bassin d'Aubenas.

## Population et société

### Démographie
L'évolution du nombre d'habitants est connue à travers les recensements de la population effectués dans la commune depuis 1793. Pour les communes de moins de 10 000 habitants, une enquête de recensement portant sur toute la population est réalisée tous les cinq ans, les populations de référence des années intermédiaires étant quant à elles estimées par interpolation ou extrapolation. Pour la commune, le premier recensement exhaustif entrant dans le cadre du nouveau dispositif a été réalisé en 2007.

En 2022, la commune comptait 874 habitants, en évolution de −0,11 % par rapport à 2016 (Ardèche : +2,48 %, France hors Mayotte : +2,11 %).
| 1793 | 1800 | 1806 | 1821 | 1831 | 1836 | 1841 | 1846 | 1851 |
| ---- | ---- | ---- | ---- | ---- | ---- | ---- | ---- | ---- |
| 598  | 585  | 644  | 730  | 789  | 829  | 802  | 870  | 861  |

| 1856 | 1861 | 1866 | 1872 | 1876 | 1881 | 1886 | 1891 | 1896 |
| ---- | ---- | ---- | ---- | ---- | ---- | ---- | ---- | ---- |
| 825  | 840  | 750  | 787  | 759  | 721  | 698  | 710  | 683  |

| 1901 | 1906 | 1911 | 1921 | 1926 | 1931 | 1936 | 1946 | 1954 |
| ---- | ---- | ---- | ---- | ---- | ---- | ---- | ---- | ---- |
| 612  | 593  | 584  | 533  | 480  | 420  | 390  | 364  | 318  |

| 1962 | 1968 | 1975 | 1982 | 1990 | 1999 | 2006 | 2007 | 2012 |
| ---- | ---- | ---- | ---- | ---- | ---- | ---- | ---- | ---- |
| 268  | 261  | 289  | 442  | 689  | 711  | 815  | 830  | 830  |

| 2017 | 2022 | - | - | - | - | - | - | - |
| ---- | ---- | - | - | - | - | - | - | - |
| 879  | 874  | - | - | - | - | - | - | - |

### Enseignement
La commune est rattachée à l'académie de Grenoble.

### Médias
La commune est située dans la zone de distribution de deux organes de la presse écrite :
- L'Hebdo de l'Ardèche

Il s'agit d'un journal hebdomadaire français basé à Valence et diffusé à Privas depuis 1999. Il couvre l'actualité de tout le département de l'Ardèche.
- Le Dauphiné libéré

Il s'agit d'un journal quotidien de la presse écrite française régionale distribué dans la plupart des départements de l'ancienne région Rhône-Alpes, notamment l'Ardèche. La commune est située dans la zone d'édition d'Aubenas.

### Cultes
La communauté catholique et l'église de Saint-Julien-du-Serre (propriété de la commune) sont rattachées à la paroisse Saint Benoît d’Aubenas qui est, elle-même rattachée au diocèse de Viviers.

## Culture locale et patrimoine

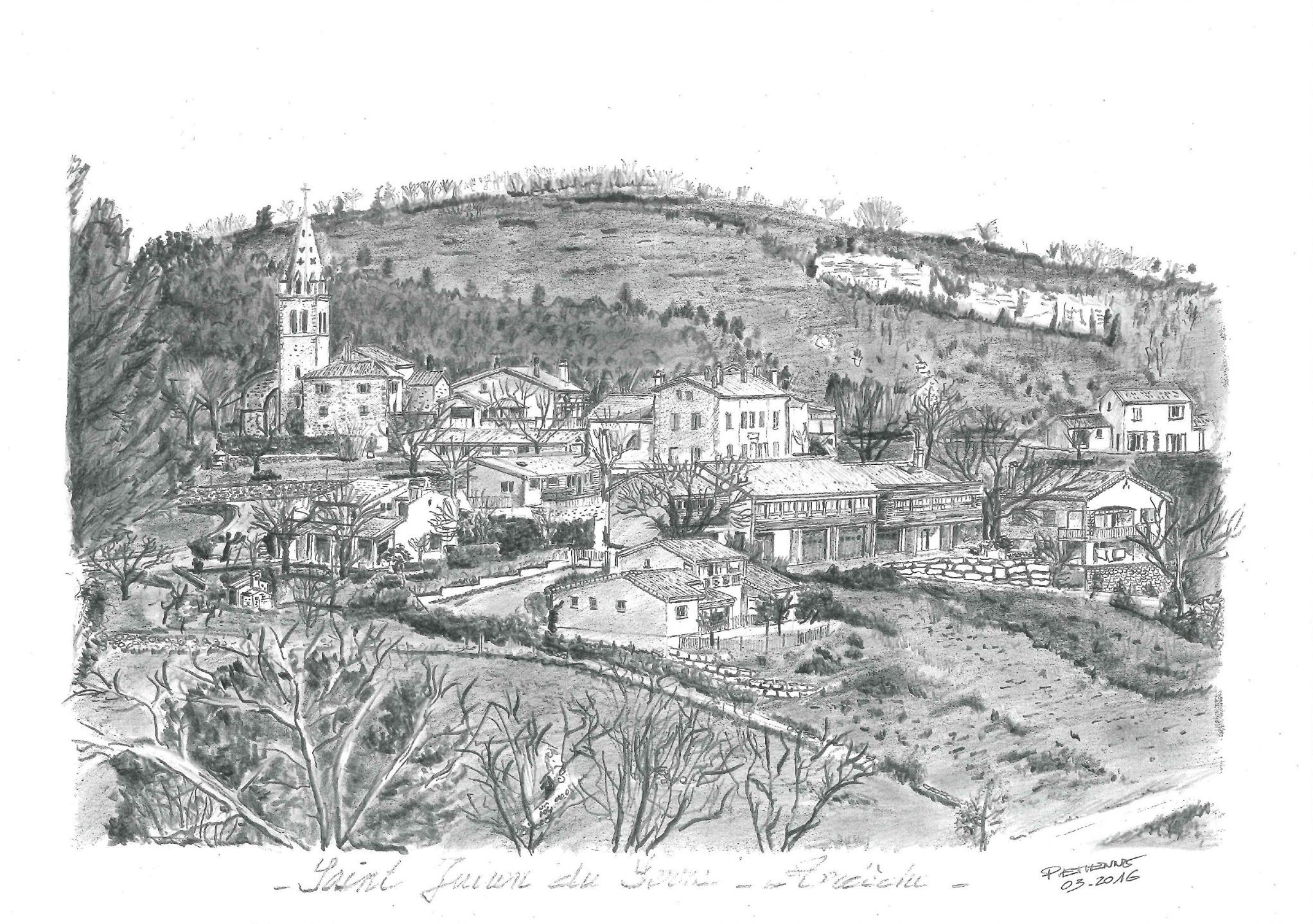
Saint-Julien-du-Serre, illustration crayon, 2016.

### Patrimoine religieux

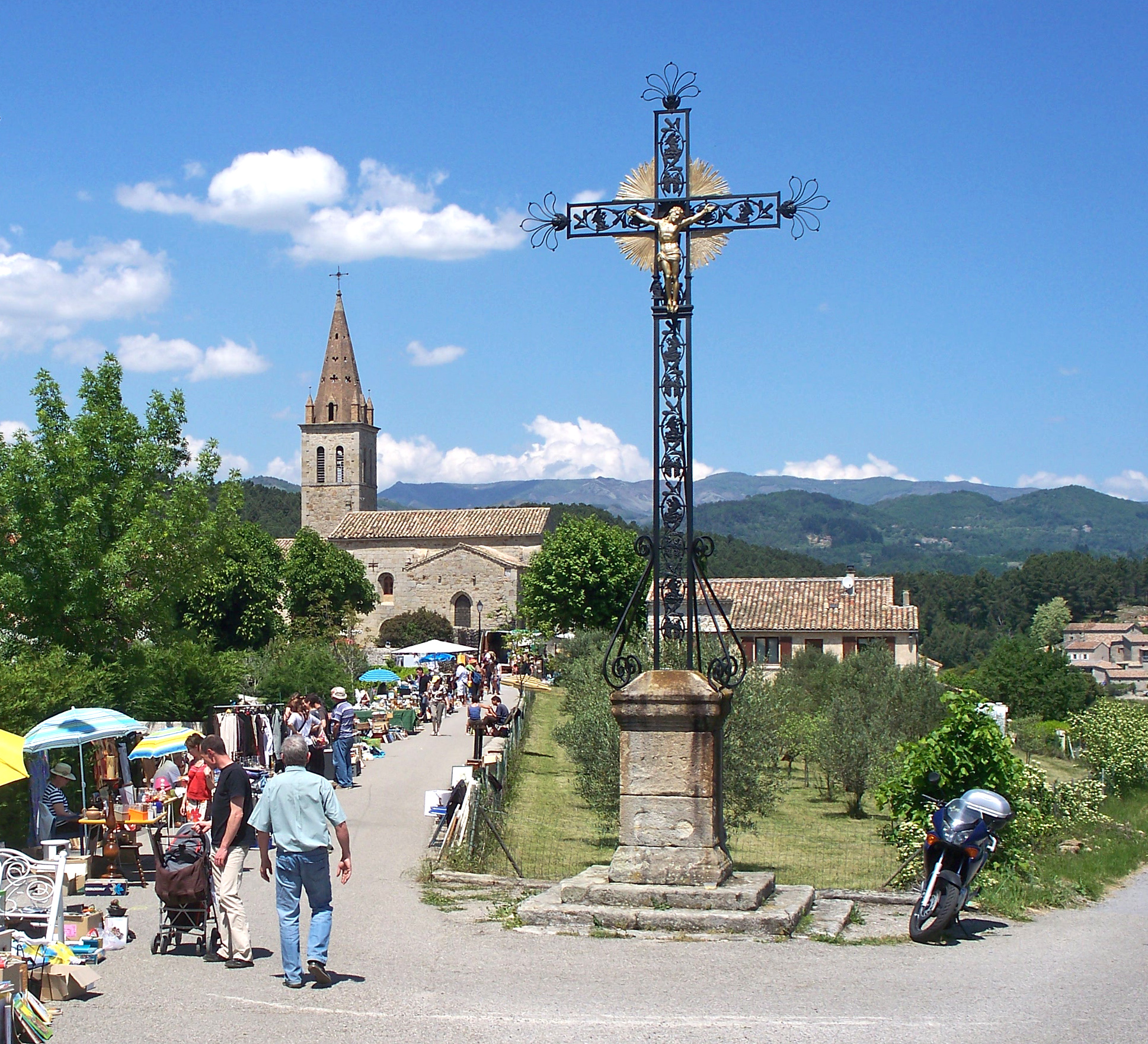
Brocante à Saint-Julien.

La commune de Saint-Julien-du-Serre abrite un des joyaux de l'art roman : son église Saint-Julien, dont on trouve des traces dès le XIIe siècle.
Elle est remarquable en particulier par ses chapiteaux sculptés, à l'intérieur comme à l'extérieur, son porche monumental, ses arcs-boutants, et sa fenêtre trilobée dans l'abside.
Cette église a été classée Monument historique en 1906.

### Héraldique
| Blason de Saint-Julien-du-Serre | Blason  | Parti de trois coupé d'un : au 1er fascé de gueules et d'argent de huit pièces, au 2e d'azur semé de fleurs de lys d'or au lambel de trois pendants de gueules, au 3e d'argent à la croix potencée d'or cantonnée de quatre croisettes de même, au 4e d'or à quatre pals de gueules, au 5e d'azur semé de fleurs de lys d'or à la bordure de gueules, au 6e d'azur au lion contourné d'or, armé, lampassé et couronné de gueules, au 7e d'or au lion de sable, armé et lampassé de gueules, au 8e d'azur semé de croisettes recroisetées au pied fiché d'or à deux bars adossés de même, sur le tout, d'or à la bande de gueules chargée de trois alérions d'argent. |
| Blason de Saint-Julien-du-Serre | Détails | Grandes armes du duché de Lorraine. Adopté par la municipalité. |